# د استات
دِ استات (به هلندی: De Staat)، یک گروه آلترنتیو راک هلندی است. ترجمه نام گروه به انگلیسی 'The State' است.

## اعضا
- توره فلوریم - خواننده اصلی ، گیتار ریتم ، پرکاشن
- ودران میرستیک  -  گیتاریست اصلی
- یوپ وان سومرن  -  گیتار بیس ، سینث سایزز ، همخوان
- روکو هیتینگ - کیبورد ، سینث سایزر، پرکاشن، گیتار ریتم، آواز
- تیم وان دلفت  - درامز

## جوایز

### برنده
- Live XS magazine - بهترین آلبوم سال ٢٠٠٩
- 3VOOR12 Award 2009 - بهترین آلبوم در هلند
- "Duiveltje" - بهترین آواز  ٢٠٠٩
- 3FM Award 2011 - بهترین آلترنتیو
- "Duiveltje" - بهترین درامر ٢٠١١
- 3FM Award 2012 - بهترین آلترنتیو
- Edison Award 2014 - بهترین آلبوم راک[۲]
- جشنواره موزیک ویدئو بین المللی (پاریس) ٢٠١۵ - Audience Award[۳]
- Berlin Music Video Award 2016 - بهترین محتوای تصویری برای  آهنگ "Witch Doctor"[۴]

- 3FM Award 2016 - بهترین آلبوم برای آلبوم   "O"
- 3VOOR12 Award 2016 - بهترین آلبوم در هلند برای آلبوم "O"
- 3VOOR12 - آهنگ سال برای آهنگ "Make The Call, Leave It All"

### نامزد دریافت جایزه
- Edison Award 2010 - بهترین آلبوم
- Edison Award 2011 - بهترین گروه
- Edison Award 2011 - بهترین آهنگ
- 3FM Award 2014 - بهترین بند
- 3FM Award 2014 - بهترین هنرمند سبک راک
- 3FM Award 2015 - بهترین هنرمند سبک راک
- 3FM Award 2017 - بهترین گروه
- 3FM Award 2017 - بهترین اجرای زنده

## ترانه شناسی

### آلبوم ها[۵]
- Wait for Evolution (٩ ژانویه ٢٠٠٩)
- Machinery (۴مارس ٢٠١١)
- I_Con (١۶ سپتامبر ٢٠١٣)
- Vinticious Versions (EP) (٢۴ نوامبر ٢٠١۴)
- O (١۵ژانویه ٢٠١۶)
- Live in Utrecht (٢۵ نوامبر ٢٠١۶)
- Bubble Gum (١٨ ژانویه ۲۰۱٩)

### تک آهنگ‌ها
- The Fantastic Journey Of The Underground Man (٢٠٠٨)
- Wait For Evolution (٢٠٠٩)
- Habibi (٢٠٠٩)
- Sweatshop (٢٠١١)
- Ah, I see (٢٠١١)
- I’ll Never Marry You (٢٠١١)
- Let It Snow (٢٠١١)
- Firestarter (٢٠١٢)
- Make Way For The Passenger (٢٠١٣)
- Devil's Blood (٢٠١٣)
- Down Town (٢٠١٣)
- All Is Dull (٢٠١٣)
- Get It Together (٢٠١۴)
- Input Source Select (Vinticious Version) (٢٠١۴)
- Witch Doctor (٢٠١۵)
- Peptalk (٢٠١۵)
- Make The Call, Leave It All (٢٠١۶)
- Get On Screen (٢٠١۶)
- Round (٢٠١٧)
- KITTY KITTY (٢٠١٨)
- I'm Out Of Your Mind (٢٠١٨)
- Mona Lisa (٢٠١٨)
- Phoenix (٢٠١٩)
- KITTY KITTY (Soulwax Remix) (٢٠١٩)
- 0.0 (feat. Rico & Sticks) (٢٠١٩)